# Trojena
Trojena est un projet de station de sports d'hiver faisant partie du programme Neom, situé dans la province de Tabuk en Arabie Saoudite.

## Projet
Trojena est implanté à des altitudes allant de 1 500 à 2 600 m sur une superficie de près de 60 km2. Ce sera la première station de ski en plein air du Moyen-Orient.
Une fois achevé, Trojena comprendra un large éventail de logements : appartements, chalets, villas, hôtels, centres de bien-être et hébergements familiaux. Il proposera également un large éventail de commerces, de loisirs et de restaurants. Des activités telles que le ski, les sports nautiques, la randonnée et le vélo tout-terrain (VTT) côtoieront une réserve naturelle interactive.

## Histoire
En octobre 2022, le projet a été choisi pour accueillir les IXes Jeux asiatiques d'hiver en 2029. La décision d'organiser des jeux d'hiver dans une région où l'absence de précipitations ne permet pas d'enneigement naturel inquiète les architectes, les économistes et les écologistes. Un lac d'eau de mer dessalé devrait alimenter les canons à neige.
En février 2024, les premières constructions du projet ont débuté,.